# Abadía de Preuilly

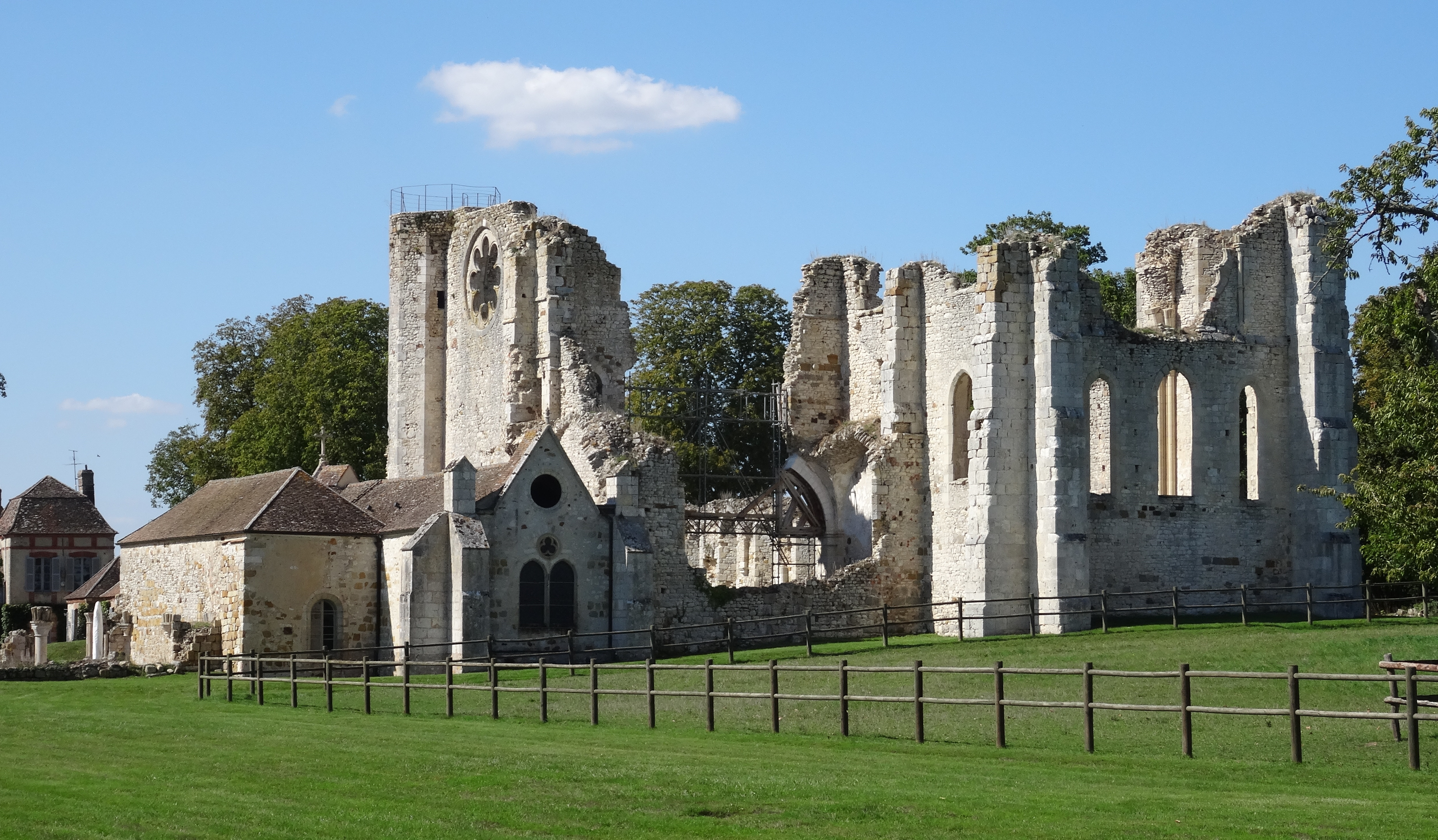
Ruinas de la Abadía de Preuilly.

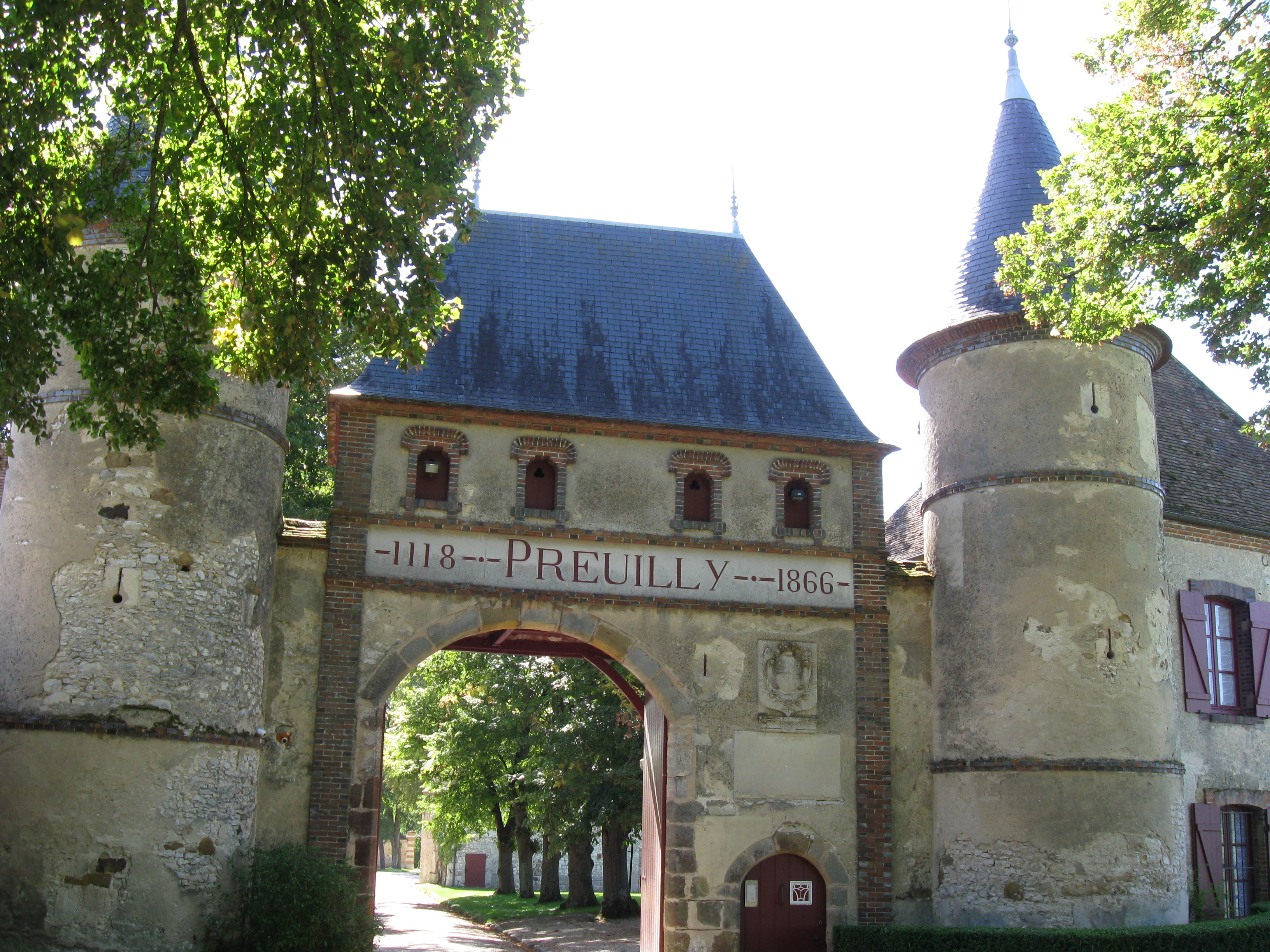
Porche de entrada.

La Abadía de Preuilly (en francés: Abbaye de Preuilly, en latín: Prulliacum) fue una antigua abadía cisterciense en Égligny, en el departamento de Seine-et-Marne, Ile-de-France, Francia. Se localiza a 21 km al sudoeste de Provins y a 15 km al este de Montereau-Fault-Yonne.

## Historia
Quinta hija de Cîteaux, fue fundada en 1118 por Esteban Harding, abad de Cîteaux, que envió al abad Arthaud con doce monjes para que fundasen una abadía en tierras del Conde de Champaña. Hoy día es de proprieded privada y se encuentra en estado de ruinas.
La construcción de la abadía comenzó alrededor de 1170 y terminó alrededor de 1200. La abadía prosperó rápidamente gracias al apoyo de Teobaldo II de Champaña y de su madre, Adela de Normandía.
En 1127, los monjes de Preuilly fundaron a su vez la Abadía de Vauluisant, en 1146 la de La Colombe y en 1148 la de Seine-Port, que sería la futura abadía de Barbeau. La más antigua carta real conocida de Preuilly data de 1138.
Durante los siglos  XIV y XV, el monasterio fue varias veces saqueado, asolado y ocupado por tropas inglesas. En 1536 pasó a manos de abades comendatarios y fue saqueada nuevamente en 1567 durante las Guerras de Religión y en 1652 durante la sublevación de la Fronda. Se restauró su claustro entre 1721 y 1736.
En 1789, Charles-François de La Rochefoucauld, cuadragésimo quinto y último de sus abades, fue elegido diputado del clero por la bailía de Provins. Solo había diez religiosos en Preuilly cuando la comunidad fue disuelta el 25 de noviembre de 1790.
Los edificios conventuales y la iglesia se declaran 'bienes nacionales' (biens nationaux) y se adjudican el 28 de abril de 1791 en varios lotes. La iglesia se transforma en taller para la fabricación de salitre y hay un proceso de demolición de edificios hasta que el Dr. Henri-Marie Husson compró, entre 1829 y 1842, diversos lotes del antiguo monasterio desmantelado, devolviéndole su unidad. Su hijo adquiere, por último, la vivienda abacial en 1866, se detienen las demoliciones y se convierte en una explotación agrícola.
Alrededor de 1860, se levanta una capilla en la capilla del abad, la sacristía de la iglesia y el armarium. La antigua abadía de Preuilly ha sido clasificada como Monumento histórico de Francia desde el 5 de marzo de 2004.

## Lista de abades de Preuilly

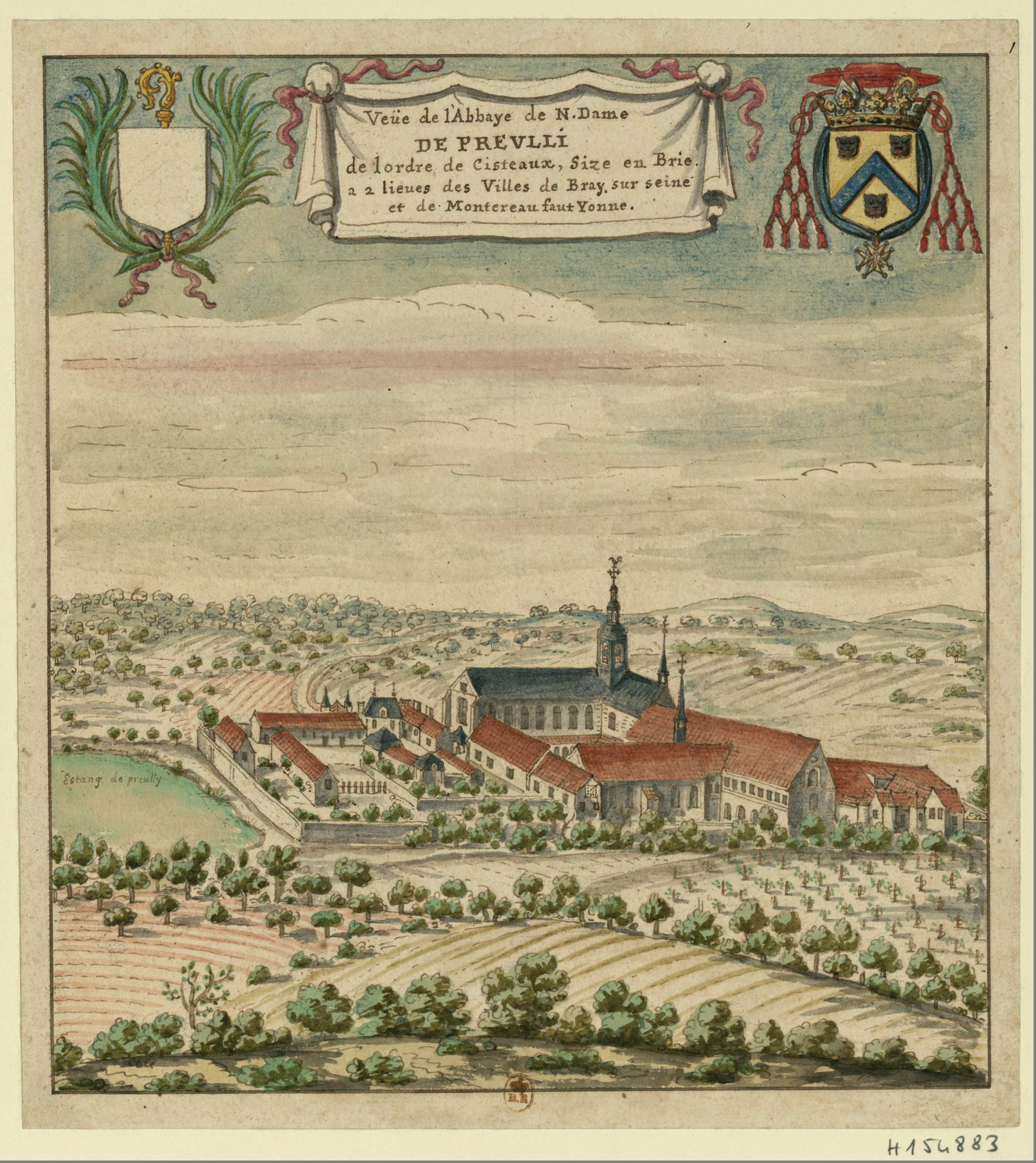
La abadía en 1704.

| - 1118-1139 : Artaud - 1139-1160 : Nigelle - 1160-1183 : Hugues - 1183-1195 : Guy - 1195-1198 : Étienne I} - 1198-1210 : Jean I - 1210-1222 : Aman o Armand - 1222-1225 : Pierre I el Ermitaño - 1225-1238 : Guilbert - 1238-1243 : Eudes - 1242-1246 : Pierre II - 1246-1249 : Nicolas - 1249-1253 : Michel - 1254-1261 : Prosper - 1261-1270 : Norbert - 1270-1278 : Dudon - 1279-1296 : Simon I - 1296-1298 : Imbert - 1298-1316 : Gilbert - 1312-1332 : Jacques I de Dijon - 1332-1358 : Hervé - 1358-1362 : Geoffroy - 1362-1368 : Pierre III - 1368-1380 : Étienne II de Foissy (que llegó a ser abad de Clairvaux) - 1380-1384 : Simon II | - 1384-1419 : Guérin o Guéric - 1419-1434 : Jean II de Rosoy - 1434-1434 : Pierre IV de Rebais (abad solo un mes, antes de morir) - 1434-1436 : Jean III le Fort - 1436-1462 : Jean IV de Bresle - 1462-1486 : Vincent de Chalon - 1486-1505 : Jean V Farel - 1505-1511 : Pierre V de Villenovette - 1514-1536 : Matthieu Riollet (último abad regular) - 1536-1543 : Jacques II d'Escoubleau de Sourdis - 1543-1614 : Henri d'Escoubleau de Sourdis - 1614-1625 : François I d'Escoubleau de Sourdis - 1625-1628 : Jean-Baptiste de Villeneuve - 1628-1678 : François II de Villeneuve - 1678-1684 : Louis I de Forbin de la Marthe - 1684-1713 : Toussaint de Forbin-Janson - 1713-1723 : Louis II Abraham d'Harcourt de Beuvron - 1723-1763 : Antoine-Jérôme Boyvin de Vaurouy - 1763-1784 : Claude-Marc-Antoine d'Apchon - 1784-1789 : Charles-François de La Rochefoucauld-Bayers |

## La abadía en la actualidad

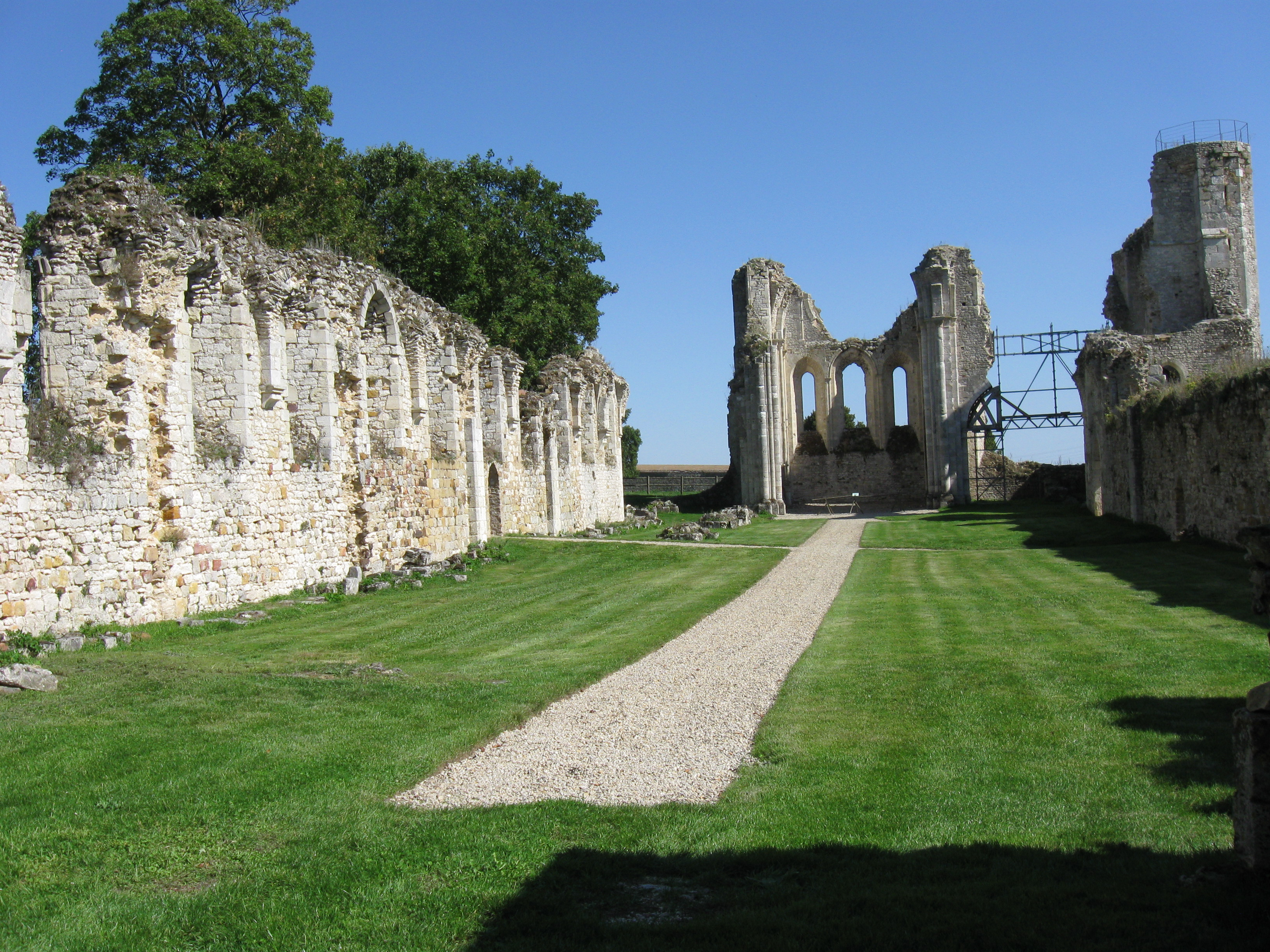
Abadía de Preuilly

Los restos de la abadía hoy visibles son las paredes del coro de la iglesia hasta el nacimiento de las ojivas, las paredes laterales de la nave, el crucero sur del transepto, un rosetón al aire y los cimientos de la sala capitular. 
También subsisten, la granja del Dominio y el granero de Beauvais, objeto de investigación con el objetivo de conocer mejor la economía cisterciense. 
La Abadía de Preuilly solo está abierta al público durante las Jornadas del Patrimonio y durante la peregrinación anual de Notre-Dame-du-Chêne, el último domingo de septiembre.